# Мончетундра
Мончетундра (рус. Мончетундра) планина је у централном делу Мурманске области, на крајњем северозападу Русије. Налази се неколико километара западно од града Мончегорска, односно западно од језера Имандра. Највиша тачка је врх Хипик који лежи на надморској висини од 965 метара. Планина се налази на територији Лапландског резервата биосфере, а административно припада Мончегорском округу.
Чунатундра је у својој основи изграђена од интрузивних магматских стена. Подручје је доста каменито, посебно на планинским врховима који су доста заравњени услед дејства ледничке ерозије. Доњи делови планинских страна прекривени су високопланинском тундром. северним обронцима Мончетундре протиче река Вајкис. На југу се наставља на планинско подручје Чунатундре. У подножју планине се налазе бројна мања језера ледничког порекла.